# The Corre
The Corre was een heel stable van professioneel worstelaars dat bekend was in de World Wrestling Entertainment (WWE).

## Geschiedenis
De groep had zijn roots als The Nexus op Raw. Wade Barrett, die de leider was van Nexus, was verbannen na een verlies in een Triple Threat Steel Cage match voor een WWE Championship match op 3 januari 2011. De nieuwe Nexus lid CM Punk veinsde om Barrett te helpen, maar CM Punk pakte Barretts Nexus armband en schopte vervolgens hem van de kooi terwijl Barrett probeerde om op de kooi te klimmen om de wedstrijd te winnen. Punk verklaarde toen zich als de nieuwe leider van de groep.
Op 7 januari, Barrett maakte zijn SmackDown debuut en viel Big Show aan, terwijl Big Show aan het worstelen was bij een Fatal Four-Way match voor een World Heavyweight Championship match tegen de kampioen Edge op Royal Rumble.
Tijdens de wedstrijd van Barrett met Big Show op die avond, de voormalige Nexus leden Heath Slater en Justin Gabriel, die weigerden deel te nemen aan hun initiatie in nieuwe versie CM Punk's Nexus, hebben ook Big Show aangevallen en sloten zich daarna bij Wade Barrett. Nadat de aanval werd gestaakt, Ezekiel Jackson, keerde terug na lange afwezigheid, ging aansluiten bij de aanval en smeedde een nieuwe alliantie met zichzelf, Barrett, Slater en Gabriel.
In midden mei 2011 keerde Jackson zich tegen de leden van de groep en verliet vervolgens de groep. Tijdens de SmackDown-aflevering op 10 juni 2011 werd er een six-man tag team match georganiseerd tussen The Corre (Barrett, Slater en Gabriel) en het trio Jackson en The Usos (Jimmy en Jey Uso). Tijdens de match zelf verliet Barrett de arena en liet Slater en Gabriel achter. De groep ging dezelfde avond weer uit elkaar

## Leden
| Naamthe corre   | Datum 30-6-11                  |
| --------------- | ------------------------------ |
| Wade Barrett    | 14 januari 2011 - 10 juni 2011 |
| Justin Gabriel  | 14 januari 2011 - 10 juni 2011 |
| Heath Slater    | 14 januari 2011 - 10 juni 2011 |
| Ezekiel Jackson | 14 januari 2011 - 7 mei 2011   |

## In worstelen
- Finishers
  - Wade Barrett
    - The Wasteland

  - Ezekiel Jackson
    - The Book of Ezekiel

  - Justin Gabriel
    - 450° Splash

  - Heath Slater
    - Leaping reverse STO
- Ingang theme
  - End of Days" van 9 Electric (2011)

## Prestaties
- World Wrestling Entertainment
  - WWE Tag Team Championship (2 keer) - Heath Slater (2x) en Justin Gabriel (2x)
  - WWE Intercontinental Championship (1 keer) - Wade Barret